# Hyptis lanuginosa
Hyptis lanuginosa là một loài thực vật có hoa trong họ Hoa môi. Loài này được Glaz. ex Epling mô tả khoa học đầu tiên năm 1936.